# Republika-Srpska-Dinar
Der Republika-Srpska-Dinar war die Währung der Republika Srpska zwischen 1992 und 1998, während und nach dem Bosnienkrieg. Er ist nicht mit dem Serbischen Dinar identisch, der zahlreiche Währungen vom mittelalterlichen Serbien (ab 1459) bis heute umfasst und heute die aktuell gültige Währung meint, sondern es handelt sich um die historische Währung des rund siebenjährigen „Zwischenstaates“. Eine konsequente Übersetzung ins Deutsche gibt es nicht, da sich Dinar Republike Srpske (Dinar der Republika Srpska) sowohl auf die historische als auch auf die heutige Republik beziehen kann.

## Geschichte
Der Dinar verkehrte in den Gebieten, die von der Armee der Republika Srpska kontrolliert wurden. Gebiete die von kroatischen Truppen besetzt wurden, verwendeten die Kroatische Kuna. Der Bosnische Dinar wurde in Gebieten verwendet, die von bosnischen Regierungstruppen kontrolliert wurden.
Es wurden 2 unterschiedliche Serien von der Nationalbank der Republika Srpska eingeführt. Die erste wurde 1992 eingeführt und entsprach in Wert und Aussehen dem Jugoslawischen Dinar.
Am 1. Oktober 1993 wurde die zweite Serie eingeführt. Sie ersetzte die erste im Verhältnis von einer Million zu eins. Damit wurde die Währung wieder an den Jugoslawischen Dinar angepasst. In der Folge wurde der Jugoslawische Dinar (zuerst der 1994 Dinar und später der Novi Dinar) bis 1998 parallel genutzt. Er wurde rund 2½ Jahre nach dem Dayton-Vertrag durch die Konvertible Mark als nationale Währung abgelöst.
Es wurden für beide Serien keine Münzen ausgegeben.

## Banknoten
Die erste Serie von Banknoten wurde 1992 ausgegeben. Es wurde das Wappen von Serbien sowie der Wert des Dinar in kyrillischer Schrift verwendet. Es gab Banknoten mit folgendem Wert:
- 10 Dinar
- 50 Dinar
- 100 Dinar
- 500 Dinar
- 1.000 Dinar
- 5.000 Dinar
- 10.000 Dinar
- 50.000 Dinar
- 100.000 Dinar
- 1.000.000 Dinar
- 5.000.000 Dinar
- 10.000.000 Dinar
- 50.000.000 Dinar
- 100.000.000 Dinar
- 1.000.000.000 Dinar
- 10.000.000.000 Dinar

Auf der zweiten Serie wurde ein Porträt von Petar Kočić auf der Vorderseite und das Wappen von Serbien auf der Rückseite verwendet. Alle Banknoten dieser Serie haben die gleiche Größe von 130 × 58 mm. Das einzige Sicherheitsmerkmal war das Wasserzeichen. Es gab Banknoten mit folgendem Wert:
- 5.000 Dinar
- 50.000 Dinar
- 100.000 Dinar
- 1.000.000 Dinar
- 5.000.000 Dinar
- 100.000.000 Dinar
- 500.000.000 Dinar
- 10.000.000.000 Dinar
- 50.000.000.000 Dinar

## Referenzen
- George S. Cuhaj: Standard Catalog of World Paper Money - Modern Issues: 1961-Present (2013). 18. Auflage. Krause Publications, 2012, ISBN 978-1-4402-2956-5.